# Цале, Пандели
Пандели Цале (алб. Pandeli Cale; 28 марта 1879 — 5 августа 1923) — албанский политик, один из подписантов Декларации независимости Албании, министр сельского хозяйства во Временном правительстве Албании (1912—1914).

## Биография
Пандели Цале родился в Корче 28 марта 1879 года. Он окончил Французский классический лицей в Александрии (Египет). В 1900—1904 годах Цале активно занимался делами албанской колонии в Бухаресте, а в 1904 году вернулся на родину. Албанская диаспора в Румынии отправила его в качестве своего представителя в южную Албанию, где тот стремился убедить местных православных присоединиться к возможному восстанию мусульман и их беев против Османской империи. Цале также продвигал идею создания партизанских отрядов при соблюдении осторожности при выборе их лидеров из числа албанских патриотов. Он являлся наряду с Фемистокли Гермени и Мидхатом Фрашери одним из соучредителей Секретного албанского комитета в Салониках. В 1908 году Цале занимал должность президента общества «Группа свободы» (алб. Banda e Lirisë). В феврале 1909 года он был избран секретарём общества «Православная лига» (алб. Lidhja orthodhokse). Во время албанских восстаний 1910—1912 годов Цале принимал активное участие в деятельности местного партизанского движения. Он был участником встречи 5 ноября 1912 года и добровольно сопровождал Исмаила Кемали на его пути в Албанию.
28 ноября 1912 года в качестве делегата от региона Корча Цале подписал Декларацию независимости Албании. Он занял должность министра сельского хозяйства, промышленности и торговли в правительстве Исмаила Кемали. Цале руководил переговорами с графом Леопольдом фон Берхтольдом, министром иностранных дел Австро-Венгрии, и послами Великобритании и Италии, которые привели к поддержке этими странами албанской автономии.
В годы Первой мировой войны Цале находился в Швейцарии, Украине, Болгарии и Франции. В 1919 году он вернулся в Албанию. Цале упоминался как член албанской делегации на Парижской мирной конференции 1919 года вместе с Фаном Ноли, Хиле Моси, Гергем Адамиди (Фрашери), лоббировавшей заявку Албании на членство в Лиге Наций, которую яростно оспаривали Греция и Югославия. Цале был разработчиком и подписантом протокола Капштица. В том же году он был избран мэром Корчи, а позже, в феврале 1921 года — членом первого албанского парламента. Цале умер из-за ухудшения здоровья в больнице в Салониках (Греция).